# Onychodiaptomus louisianensis
Onychodiaptomus louisianensis är en kräftdjursart som beskrevs av M. S. Wilson och W. G. Moore 1953. Onychodiaptomus louisianensis ingår i släktet Onychodiaptomus och familjen Diaptomidae. IUCN kategoriserar arten globalt som otillräckligt studerad. Inga underarter finns listade i Catalogue of Life.